# امپراتور پینگ هان

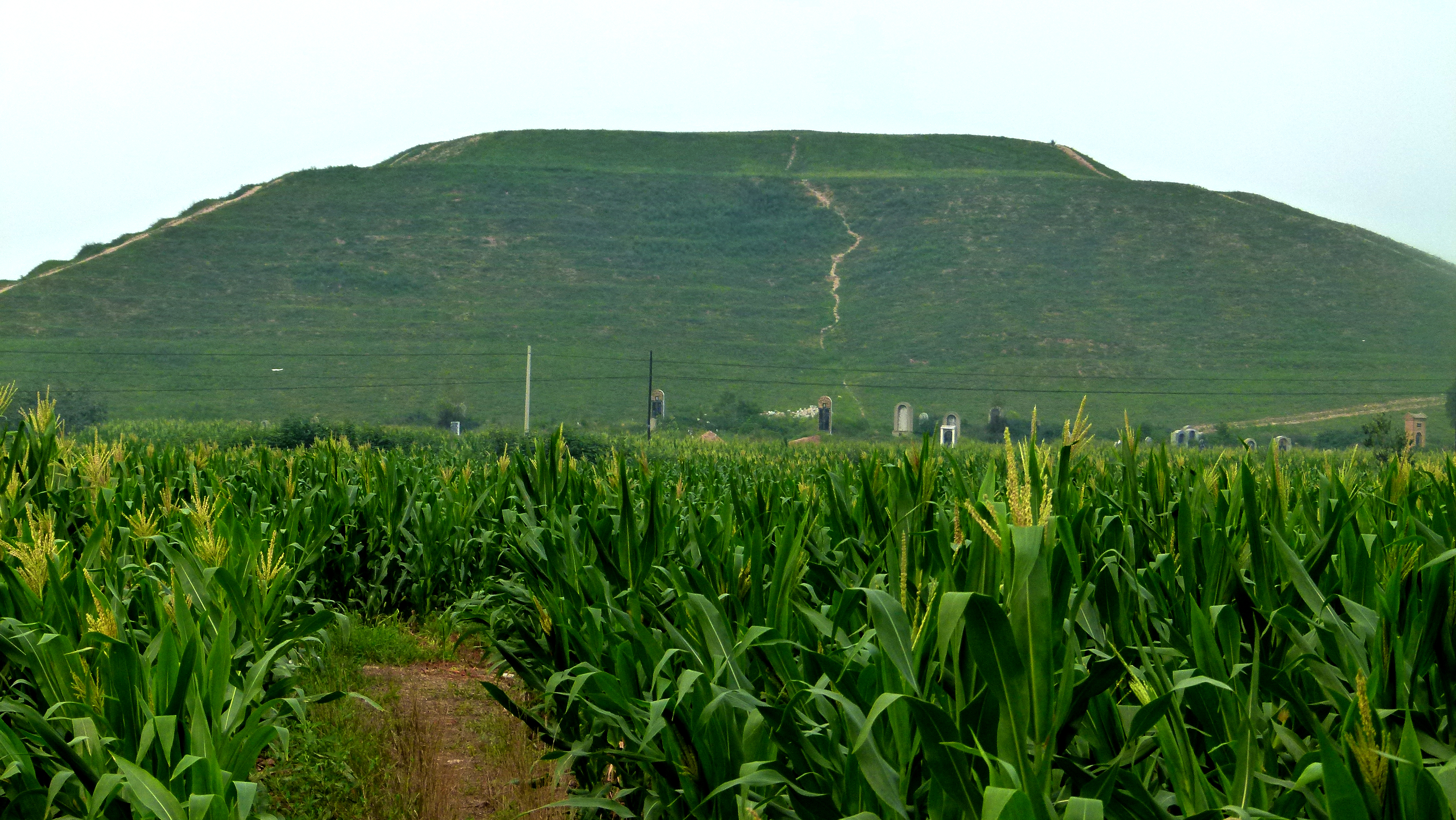

پینگ امپراتور هان (انگلیسی: Emperor Ping of Han; ۹ قبل از میلاد - ۳ فوریه ۶ پس از میلاد) فرمانروای دودمان هان در چین بود.
وی که نوه امپراتور یوان بود پس از مرگ پسر عمویش امپراتور آی در هشت سالگی به سلطنت رسید و تحت کنترل و نایب السلطنگی وانگ مانگ قرار گرفت اما در ۱۵ سالگی توسط وانگ مانگ که در آن زمان فوق‌العاده پرقدرت و بانفوذ شده بود مسموم شده و درگذشت، پس از پینگ روزی یینگ از نوادگان امپراتور چوان به حکومت رسید هر چند به دلیل سن کم حتی فراتر از امپراتور پینگ دست نشانده وانگ مانگ تبدیل شد.